# Обработка информации
Обработка информации — вся совокупность операций (сбор, ввод, запись, преобразование, считывание, хранение, уничтожение, регистрация), осуществляемых с помощью технических и программных средств, включая обмен по каналам передачи данных.

## Средства обработки информации
При современном развитии программного обеспечения существует множество различных программных средств обработки информации, написанных на разных языках программирования на основе вышеперечисленных методов. Разнообразие ПО связано со спецификой каждой отрасли, в которой проводится обработка. Например, при обработке графических изображений широко используются методы распознавания образов, криптографические методы, основанные на преобразовании Фурье и тому подобное.
Среди средств обработки информации, доступных широкому классу потребителей, — средства организации баз данных, соответствия выполнения запросов и поиска информации, фильтрации информации, графического представления и т. п.
На данном этапе все большее развитие приобретают методы человеко-ориентированной компьютерной обработки данных.
В настоящее время вследствие глобального распространения компьютерных систем в области автоматизации промышленных процессов все чаще применяются системы сбора данных и оперативного диспетчерского управления (SCADA — Supervisory Control And Data Acquisition System). SCADA — это только один из компонентов автоматизированных систем управления, которые на современном этапе является сложным комплексом программных и аппаратных средств. Подавляющее большинство автоматизированных систем управления строится на базе промышленных контроллеров, которые являются первичными средствами сбора, обработки информации, регулирования технологическим параметрам, аварийной сигнализации, защиты и блокировки (нижний уровень системы). Обработанная контроллерами информация передается в компьютеризованную систему, которая являются рабочим местом оператора-технолога, где происходит дальнейшая обработка данных процесса и представления оператору в интуитивно понятном виде (верхний уровень АСУ ТП). SCADA-системы в иерархии программно-аппаратных средств промышленной автоматизации находятся на верхнем уровне. SCADA-система собирает информацию о технологический процесс, обеспечивает интерфейс с оператором, сохраняет историю процесса и осуществляет управление процессом в том объёме, в котором это необходимо.

## Автоматизированная обработка информации
Эксплуатационные возможности современного комплекса технических средств, используемого в системе автоматизированного сбора и обработки информации, дают возможность автоматизировано выполнять целый ряд процедур в этих функциях. Состояние научно-практических разработок и технический уровень упомянутого комплекса определили возможности автоматизированного выполнения таких процедур управленческого процесса:
- в прогнозировании и планировании — многовариантные расчеты при разработке прогнозов, перспективных и текущих экономических и социальных планов развития предприятия, а также оперативно-производственных планов и планов по технической подготовке производства с целью дальнейшего определения оптимальных взаимосвязанных наборов показателей планирования в почасовом (час, смена, неделя и т. п) и пообъектном (рабочее место, участок и тому подобное) аспектах;
- в организации — моделирование организационных структур управления и имитация процессов производства при разных критериях и параметрах с целью выбора оптимальных;
- при координации и регулировании — подача команд на рабочие места (на низовом уровне управления производством) согласно плану, технологическому процессу или инструкции, составленных на те или иные виды работ или операции;
- в контроле — наблюдение за состоянием управляемого объекта по всем параметрам, а также за своевременным и полным выполнением руководящих команд;
- в учёте — единоразовый сбор (в ритме производства) и системная обработка всей фактической (вместе со справочной, плановой, нормативной и другой) достоверной информации о наличии и движении ресурсов, а также о состояниях, процессах и явлениях, имеющих место в производственно-хозяйственной и другой деятельности предприятия;
- в анализе — сопоставление нормативных, плановых и фактических показателей, характеризующих те или иные операции или процессы производственно-хозяйственной и иной деятельности, выявление отклонений (в количественных, стоимостных, относительных и других величинах) от заданных параметров с указанием причин и виновников этих отклонений, оценка выполнения плана в различных аспектах и выявления факторов, влияющих на эти отклонения;
- в отчетности — автоматическое формирование (на основе первичных данных сводных показателей для типичных форм установленной бухгалтерской, статистической и другой отчетности с помощью специальных переводных массивов) справочников, — а также одновременное создание машинных носителей со сводными показателями отчетности для передачи по каналам связи к внешним учреждениям (институтам) высшего уровня.